# Alexis Texas is Buttwoman
 Pour plus de détails, voir Fiche technique et Distribution
Alexis Texas is Buttwoman est un film pornographique américain produit par Elegant Angel et sorti en 2008. Il est intitulé d'après l'actrice Alexis Texas. En 2009, il remporte le AVN Award du meilleur film « 100 % sexe » et le XRCO Award du meilleur film gonzo.

## Synopsis
Alexis Texas se réveille, se maquille et revêt une tenue légère. Mécontente de son petit ami fainéant, elle part à la recherche de nouvelles aventures sexuelles.

## Distribution
| Scène 1 - Alexis Texas - Kristina Rose - Michael Stefano Scène 2 - Alexis Texas - Gianna Michaels - Mark Ashley Scène 3 - Alexis Texas - Mick Blue | Scène 4 - Alexis Texas - Jenna Haze - Anthony Rosano Scène 5 - Alexis Texas - Mr. Pete |

## Récompenses
| Année | Prix           | Catégorie                    | Résultat |
| ----- | -------------- | ---------------------------- | -------- |
| 2009  | 26e AVN Awards | Meilleur film « 100 % sexe » | Lauréat  |
| 2009  | XRCO Awards    | Meilleur film gonzo          | Lauréat  |